# Ernests Gulbis
Ernests Gulbis (* 30. srpna 1988 Riga) je lotyšský profesionální tenista. Ve své dosavadní kariéře na okruhu ATP Tour vyhrál šest singlových a dva deblové turnaje. Finále poprvé prohrál až v devátém utkání o titul, v singlu Stockholm Open 2018. S Kližanem a Humbertem spoludrží rekord ATP výhrami z prvních šesti kariérních finále dvouhry. Na challengerech ATP a okruhu ITF získal osm titulů ve dvouhře a tři ve čtyřhře.
Na žebříčku ATP byl ve dvouhře nejvýše klasifikován v červnu 2014 na 10. místě a ve čtyřhře pak v listopadu 2009 na 130. místě. Trénuje ho Pjotrs Ņečajevs.
Na Grand Slamu se nejdále probojoval do semifinále French Open 2014, díky němuž se posunul do elitní světové desítky, kterou po skončení uzavíral na 10. místě.
V lotyšském daviscupovém týmu debutoval v roce 2005 utkáním 2. skupiny zóny Evropy a Afriky proti Řecku, v němž prohrál s Vasilisem Mazarakisem. Lotyši přesto zvítězili 4:1 na zápasy. Do září 2024 v soutěži nastoupil k dvaceti třem mezistátním utkáním s bilancí 27–6 ve dvouhře a 10–9 ve čtyřhře.
Lotyšsko reprezentoval na Letních olympijských hrách 2008 v Pekingu, kde v mužské dvouhře v úvodním kole podlehl čtvrtému nasazenému Rusu Nikolaji Davyděnkovi.

## Soukromý život
Ernests Gulbis se narodil roku 1988 do rodiny investičního podnikatele a basketbalisty Ainarse a herečky Mileny Gulbisových v Rize. Má tři sestry a mladšího bratra. Dědeček je bývalý basketbalový reprezentant SSSR a vítěz mistrovství Evropy.
Na kurt Gulbise přivedla již v pěti letech jeho babička. Ve dvanácti letech se začal tenisu věnovat profesionálně. Navštěvoval tenisovou akademii Nikoly Piliće, kde trénoval až do svých osmnácti let.

## Tenisová kariéra

### Počáteční období

#### 2004–2005: První titul na Futures a debut v Davis Cupu
V roce 2004 si Gulbis připsal první starty na turnajích Futures a zúčastnil se challengeru v Německu.
O rok později již Gulbis vyhrál první turnaj Futures ve Friedbergu v Německu a dostal příležitost ve dvou utkáních Davis Cupu proti Slovinsku a Řecku. Od začátku sezóny 2005 se Gulbis posunul ze čtrnácté stovky žebříčku až do páté.

#### 2006: Semifinále v Petrohradu
Sezónu začal vítězstvím na turnaji Futures v Rakousku. V březnu následoval titul na Futures ve Švýcarsku a dvě po sobě jdoucí finále ve Francii a Švédsku, také Futures. Druhou polovinu sezóny načala dvě finále na turnajích kategorie challengeru v Oberstaufenu a Tampere. Průlomový byl závěr sezóny, kdy postoupil až do semifinále turnaje ATP v Petrohradu z pozice divoké karty a vyhrál německý challengeru v Eckentalu. Ve čtyřhře přidal ještě titul z Cách společně s Mischou Zverevem. Na konci sezóny se Gulbis nacházel již v první stopadesátce žebříčku.

### Kariéra na okruhu ATP

#### 2007: Debut na Grand Slamu a osmifinále US Open
Na prvním Grand Slamu sezóny Australian Open vypadl hned v prvním kole kvalifikace s Andrejem Golubjevem. Výraznější výsledky přišly na přelomu února a března v podobě vítězství na challengerech v Besançonu a v Sarajevu, kde vyhrál i čtyřhru společně s Denissem Pavlovsem. Po čtyřech porážkách v řadě na turnajích ATP se v úvodním kole Roland Garros dočkal prvního grandslamového vítězství nad Timem Henmanem, v druhé fázi byl ale poražen Španělem Montañésem ve čtyřech setech. Následovaly velmi nevýrazné výsledky včetně wimbledonské porážky s Baghdatisem.
Na posledním Grand Slamu sezóny US Open postoupil do osmifinále, kde podlehl Carlosovi Moyovi. V cestě soutěží předtím porazil světovou osmičku Tommyho Robreda i Potita Staraceho. Na závěr sezóny získal titul z challengeru v belgickém Monsu a posunul se poprvé do první světové padesátky.

#### 2008: Čtvrtfinalista French Open a první deblový titul

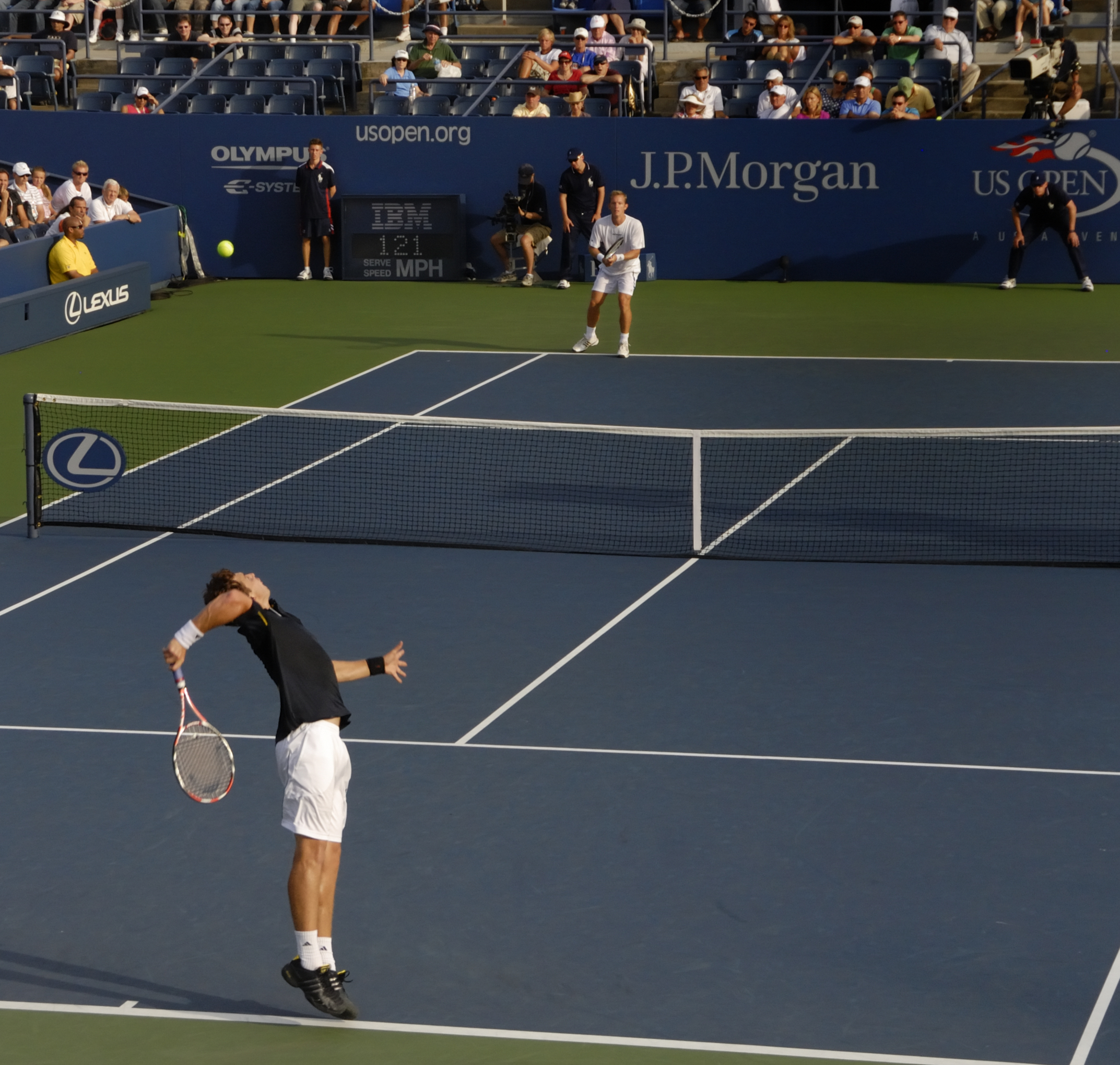
Gulbis na US Open 2008

V sezóně startoval výhradně na turnajích ATP. Až do Roland Garros se sezóna nevyvíjela dobře, což dokazovala i zápasová bilance 8–11, účasti maximálně v druhých kolech turnajů a propad žebříčkem o třicet míst. Naopak ve čtyřhře přišel první titul na okruhu ATP z turnaje v Houstonu společně s Rainerem Schuettlerem. Na French Open však zaznamenal dosavadně nejlepší výsledek v kariéře, když vypadl až ve čtvrtfinále se světovou trojkou Novakem Djokovićem. Následovalo osmifinále z Queen's Clubu a porážka po dobrém výkonu ve druhém kole Wimbledonu proti Nadalovi.
Po brzkém vypadnutí na Mastersu v Kanadě následovalo čtvrtfinále Cincinnati Masters, kde prohrál opět s Novakem Djokovićem. Do konce sezóny navázal na nevýrazné výsledky ze začátku roku a potvrdil nevyrovnanost svých výkonů.

#### 2009: Špatné výsledky a propad žebříčkem, druhý titul ve čtyřhře
Mezi dobré výsledky se řadí jen čtvrtfinále z turnaje ATP 500 v Tokiu a porážka Novaka Djokoviće z úvodu sezóny v prvním kole na turnaji v Brisbane, jinak se Lotyšovi sezóna nepovedla, což se projevilo i na propadu žebříčkem až k 90. místu.
Mimo podprůměrné výsledky ve dvouhře, kde Gulbis docházel nejdále do druhého kola, vyhrál druhý titul ve čtyřhře společně s Dmitryem Tursonovem v Indianapolis.

#### 2010: Titul v Delray Beach a povedená antuková sezóna
Po vypadnutí v prvním kole Australian Open odtrhly Gulbise od hranice mezi první a druhou stovkou žebříčku dva výsledky na amerických betonech. Nejprve dosáhl semifinále na turnaji v Memphisu a o týden později dokázal vyhrát svůj premiérový turnaj na okruhu ATP v Delray Beach. Následovala antuková sezóna. Po čtvrtfinále v Barceloně dokázal na turnaji série Masters 1000 v Římě dojít do semifinále, kde podlehl ve vyrovnaném utkání Rafaelu Nadalovi. V cestě do semifinále přehrál i světovou jedničku Rogera Federera. Další antukový turnaj série Masters v Madridu znamenal čtvrtfinálovou porážku s Federerem. Na Roland Garros skrečoval zápas prvního kola a travnaté sezóny se nezúčastnil kvůli zranění. Poslední třetina sezóny jej nezastihla v optimální formě. Na US Open byl vyřazen v prvním kole.

#### 2011: Titul z Los Angeles
Po semifinále ze Sydney ze začátku roku následovala až do července řada podprůměrných výsledků. V červenci získal druhý singlový titul, tentokrát v Los Angeles, kde ve finále přehrál Američana Mardyho Fishe. Ten mu porážku oplatil o dva týdny později v osmifinále Canada Masters. Na US Open vypadl ve druhém kole. Především díky titulu z Los Angeles se na konci roku nacházel na hranici světové padesátky.

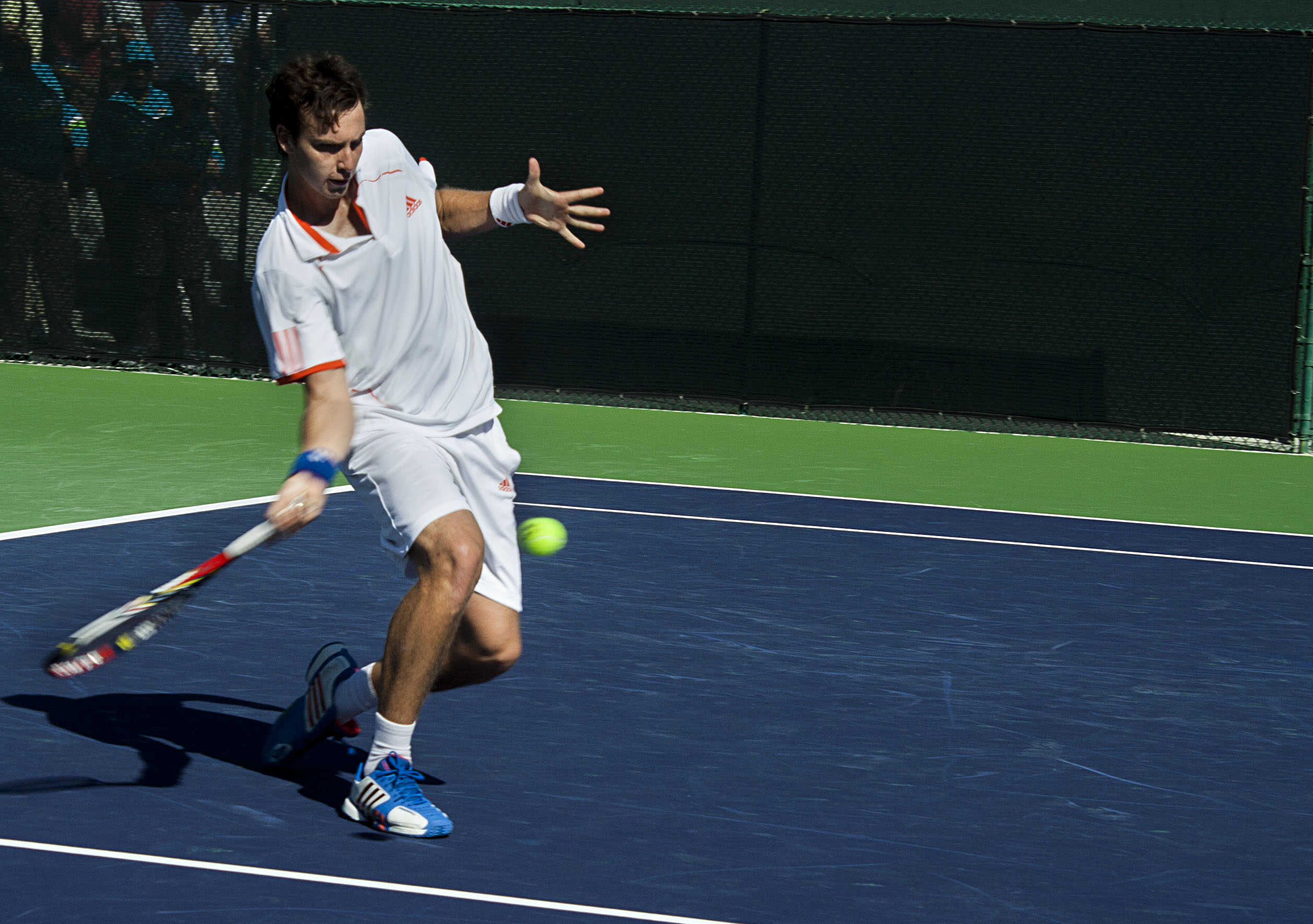
Forehand Gulbise na Indian Wells Masters 2012

#### 2012: Nejhorší sezóna dosavadní kariéry
V sezóně nejdále postoupil do čtvrtfinále turnaje kategorie ATP 250. V úvodním kole Wimbledonu vyřadil ve třech setech Tomáše Berdycha, aby však poté vypadl. Na konci sezóny se účastnil challengeru v Eckentalu a v žebříčku mu patřilo až 151. místo. Gulbisův přístup k tréninku ani životospráva nebyly optimální.

#### 2013: Cesta zpátky do Top 25

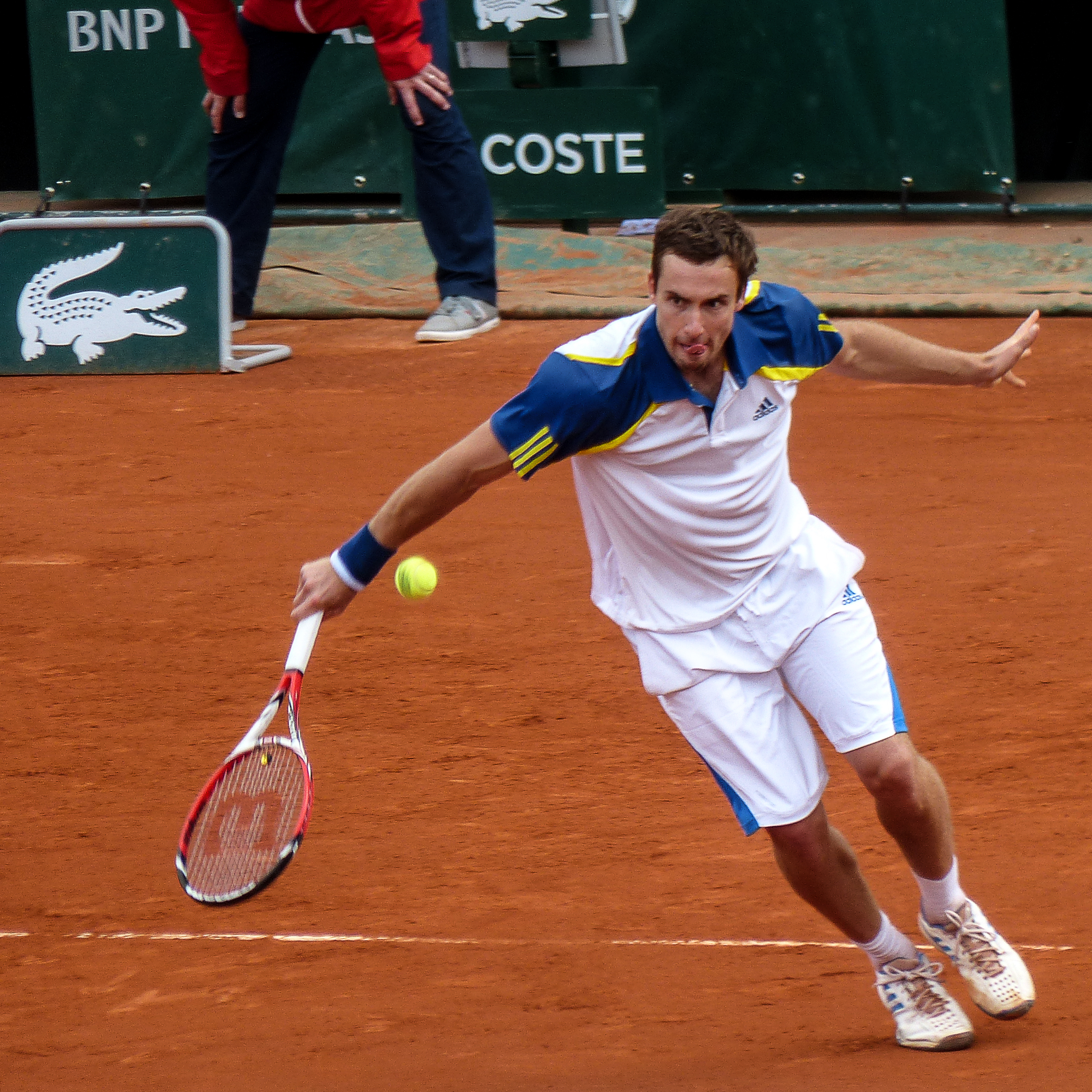
Gulbis na French Open 2013

Sezónu odstartoval na dvou challengerech, kde si připsal pouze jednu výhru. „Přestal jsem kouřit a pít. Letos budu v TOP 20“, prohlásil v únoru 2013 po challengerech. Následně musel projít kvalifikací v Rotterdamu a Marseille, kde vypadl v osmifinále s Tomášem Berdychem a poté s Del Potrem, tedy s hráči první světové desítky. Díky žebříčkovému postavení musel absolvovat kvalifikační kola i na turnaji ATP 250 v Delray Beach. Zde po osmi vítězstvích včetně finálového nad Édouardem Rogerem-Vasselinem získal druhý titul z Delray Beach. O dva týdny později prošel na turnaji série Masters v Indian Wells opět kvalifikací až do osmifinále, kde jeho třináctizápasové tažení zastavil ve třech setech Rafael Nadal.
Ve druhém kole odešel poražen na Roland Garros a ve třetím kole ve Wimbledonu. Osmifinále si zahrál na římském Internazionali BNL d'Italia. Na Mastersu v Montréalu jej ve čtvrtfinále vyřadil Milos Raonic. Na US Open pak vypadl nečekaně v prvním kole. Na závěr sezóny zaznamenal druhý turnajový titul v sezóně na turnaji ATP 250 v Petrohradě, kde ve finále zdolal Guillerma Garciu-Lopéze. Následně postoupil do semifinále ve Stockholmu.

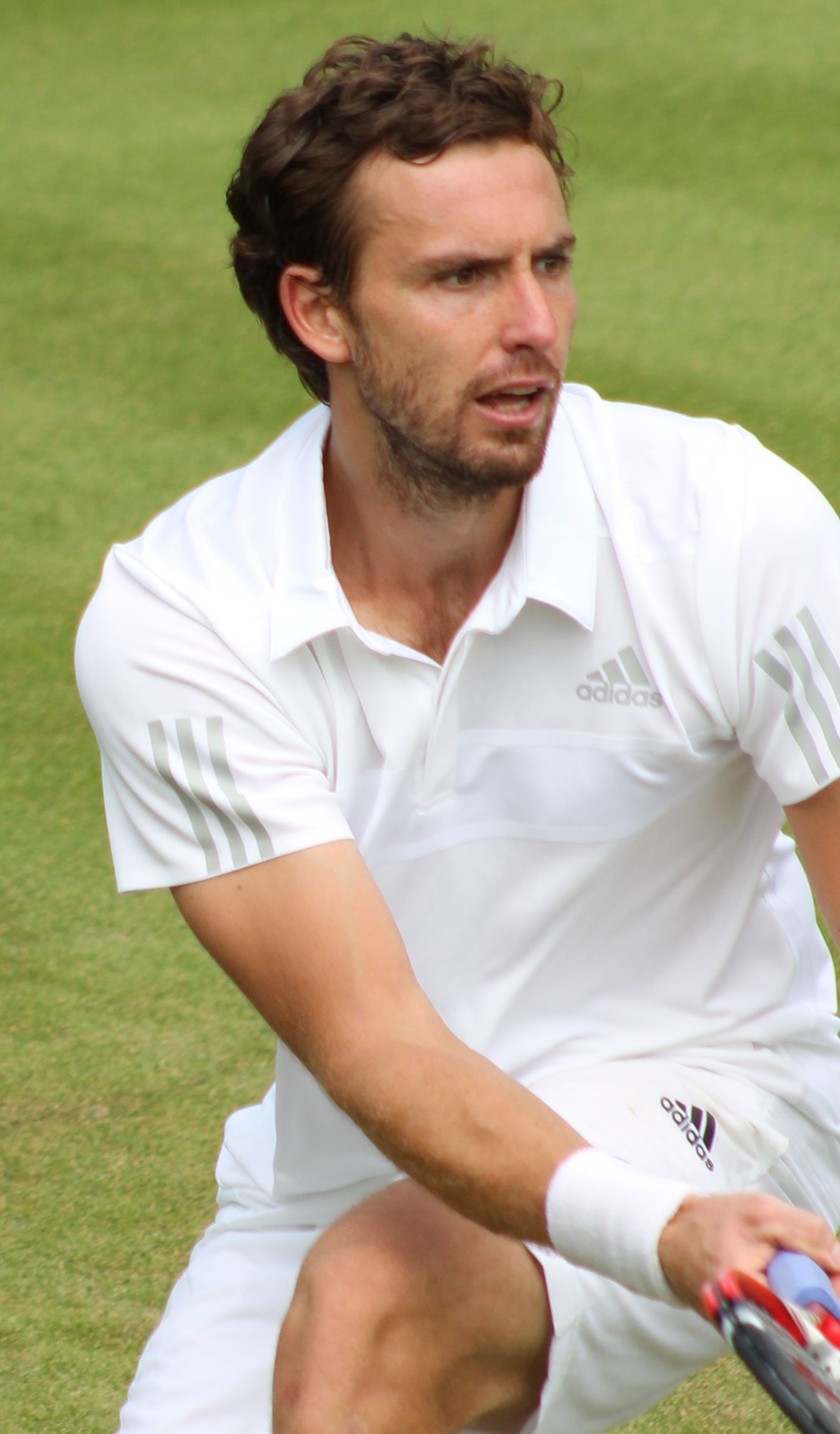
Gulbis ve Wimbledonu 2014

#### 2014: Nejlepší sezóna kariéry a posun do první světové desítky
Na grandslamové přípravě v katarském Dauhá narazil již ve čtvrtfinále na Nadala a ani na posedmé jej nedokázal porazit.
 Během melbournského Australian Open vypadl ve druhém kole. Do semifinále postoupil na turnaji kategorie ATP 500 v Rotterdamu. Poté porazil čtyři soupeře v Marseille a odvezl si první turnajový vavřín v sezóně. Ve finále přehrál Tsongu. Nový turnaj s tvrdým povrchem v Acapulcu znamenal čtvrtfinálovou porážku od Bulhara Dimitrova. V Indian Wells došel do čtvrtfinále.
Na antuce nejprve postoupil do semifinále turnaje ATP 500 v Barceloně. Následovaly dvě porážky na turnajích Masters s antukářem Davidem Ferrerem, nejprve ve čtvrtfinále v Madridu a poté v osmifinále Říma. Turnajovou trofej si odvezl z Nice po finálové výhře nad Federicem Delbonisem, čímž prodloužil finálovou sérii neporazitelnosti. Poprvé v kariéře prošel do semifinále grandslamu na French Open, v němž jej vyřadil Novak Djoković. V osmifinálové pětisetové bitvě předtím zdolal Rogera Federera a ve čtvrtfinále Tomáše Berdycha. Následující týden se poprvé objevil v elitní světové desítce. Po prvním kole v Queen’s Clubu, prohrál ve Wimbledonu již ve druhém kole s Ukrajincem Stachovským.

## Finále na okruhu ATP Tour
| Legenda                                                |
| ------------------------------------------------------ |
| D – dvouhra; Č – čtyřhra                               |
| Grand Slam (0)                                         |
| Turnaj mistrů (0)                                      |
| ATP Masters Series / ATP Tour Masters 1000 (0)         |
| ATP International Series Gold / ATP Tour 500 (0)       |
| ATP International Series / ATP Tour 250 (6–1 D; 2–0 Č) |

| Tituly podle povrchu  |
| --------------------- |
| tvrdý (5–1 D; 1–0 Č)  |
| tráva (0–0)           |
| antuka (1–0 D; 1–0 Č) |
| koberec (0–0)         |

| Tituly podle místa   |
| -------------------- |
| venku (4–0 D; 2–0 Č) |
| hala (2–1 D)         |

### Dvouhra: 7 (6–1)
| Stav      | č. | datum             | turnaj                          | povrch    | soupeř ve finále       | výsledek      |
| --------- | -- | ----------------- | ------------------------------- | --------- | ---------------------- | ------------- |
| Vítěz     | 1. | 28. února 2010    | Delray Beach, Spojené státy     | tvrdý     | Ivo Karlović           | 6–2, 6–3      |
| Vítěz     | 2. | 31. července 2011 | Los Angeles, Spojené státy      | tvrdý     | Mardy Fish             | 5–7, 6–4, 6–4 |
| Vítěz     | 3. | 3. března 2013    | Delray Beach, Spojené státy (2) | tvrdý     | Édouard Roger-Vasselin | 7–6(7–3), 6–3 |
| Vítěz     | 4. | 22. září 2013     | Petrohrad, Rusko                | tvrdý (h) | Guillermo García-López | 3–6, 6–4, 6–0 |
| Vítěz     | 5. | 23. února 2014    | Marseille, Francie              | tvrdý (h) | Jo-Wilfried Tsonga     | 7–6(7–5), 6–4 |
| Vítěz     | 6. | 24. května 2014   | Nice, Francie                   | antuka    | Federico Delbonis      | 6–1, 7–6(7–5) |
| Finalista | 1. | 21. října 2018    | Stockholm, Švédsko              | tvrdý (h) | Stefanos Tsitsipas     | 4–6, 4–6      |

### Čtyřhra: 2 (2–0)
| Stav  | č. | datum             | turnaj                      | povrch | spoluhráč        | soupeři ve finále              | výsledek         |
| ----- | -- | ----------------- | --------------------------- | ------ | ---------------- | ------------------------------ | ---------------- |
| Vítěz | 1. | 14. dubna 2008    | Houston, Spojené státy      | antuka | Rainer Schüttler | Pablo Cuevas Marcel Granollers | 7–5, 7–6(7–3)    |
| Vítěz | 2. | 18. července 2009 | Indianapolis, Spojené státy | tvrdý  | Dmitrij Tursunov | Ashley Fisher Jordan Kerr      | 6–4, 3–6, [11–9] |

## Postavení na konečném žebříčku ATP

### Dvouhra
| Rok    | 2004  | 2005   | 2006   | 2007  | 2008  | 2009  | 2010  | 2011  | 2012   | 2013  | 2014  | 2015   | 2016  | 2017   | 2018  | 2019   | 2020   | 2021   | 2023   | 2023   |
| Pořadí | 1339. | ▲ 451. | ▲ 139. | ▲ 61. | ▲ 53. | ▼ 90. | ▲ 24. | ▼ 61. | ▼ 139. | ▲ 24. | ▲ 13. | ▼ 151. | ▲ 81. | ▼ 200. | ▲ 95. | ▼ 226. | ▲ 181. | ▼ 191. | ▼ 307. | ▼ 896. |

### Čtyřhra
| Rok    | 2004  | 2005    | 2006   | 2007   | 2008   | 2009   | 2010   | 2011   | 2012   | 2013   | 2014  | 2015   | 2016 | 2017 | 2018 | 2019 | 2020   | 2021   | 2023–2023 |
| Pořadí | 1752. | ▲ 1276. | ▲ 311. | ▼ 322. | ▲ 309. | ▲ 132. | ▼ 401. | ▼ 542. | ▼ 770. | ▼ 793. | ▲ 571 | ▲ 374. | —    | —    | —    | 441. | ▲ 493. | ▼ 791. | —         |